# Sandra Toft
Sandra Toft (korábban férjezett nevén: Sandra Toft Galsgaard) (Gribskov, 1989. október 18. –) világbajnoki-és olimpiai bronzérmes, Európa-bajnoki ezüstérmes és bajnokok ligája-győztes dán válogatott kézilabdázó, kapus. Jelenleg a Győri Audi ETO KC játékosa és a dán válogatott csapatkapitánya.

## Pályafutása

### Klubcsapatokban
Toft a Team Helsinge csapatához 14 évesen igazolt nevelőklubjától, a Virum-Sorgenfritól. Hét évet töltött itt, majd 2014 nyarán aláírt Dánia egyik legsikeresebb kézilabda klubjához, a Holstebróhoz. A 2010–11-es idényben még elveszítette csapatával az EHF-kupa döntőjét, azonban a 2012–13-as szezon végén magasba emelhette a trófeát, miután a Holstebro 64–63-as összesítéssel jobbnak bizonyult a francia Metz Handballnál.
Balesete után is többször bajlódott sérüléssel, a 2011–12-es idény második felét egy térdműtét miatt kellett kihagynia, majd 2013-ban szintén három hónapos kihagyás várt rá, újbóli térdsérülése után. A 2014–15-ös idény előtt aláírt a norvég Larvik HK csapatához.  2017 márciusában bejelentette, hogy részben családi, részben szakmai okok miatt a szezon végén hazatér, és a Team Esbjerghez szerződik két évre. 2019 nyarán a francia Brest Bretagne Handball csapatában folytatta pályafutását. A 2021-es világbajnokság után az Origo és a Nemzeti Sport weboldalok azt az információt adták hírül, hogy Sandra Toft Győrben folytathatja pályafutását, a hírt se a Győr, se Toft nem hagyta jóvá. Ezután 2022. február 3-án hivatalosan is bejelentették, hogy a Győr leszerződtette a világbajnoki bronzérmes kapust.

### A válogatottban
A dán válogatottban 2008-ban mutatkozott be, első világversenye a 2011-es világbajnokság volt, ahol a negyedik helyen végzett csapatával, úgy hogy minden mérkőzésen ő állt a kapuban. Azóta a válogatott első számú kapusa. A 2016-os és a 2020-as Európa-bajnokságon is negyedik helyen végzett a válogatottal és mindkét alkalommal őt választották a torna legjobb kapusának. A 2021-es világbajnokságon megnyerte első érmét a válogatottal, bronzérme mellett ismét All-Star csapattag lett. A 2022-es Európa-bajnokságon egészen a döntőig menetelt a válogatottal, ahol aztán Norvégiától kikapva ezüstérmes lett. A 2023-as világbajnokságon szintén bronzérmet ünnepelhetett a válogatottal.

## Magánélet
2009. április 23-án súlyos autóbalesetet szenvedett, miután elveszítette autója felett az uralmat. Öt milliméteren múlt, hogy nem bénult meg nyaktól lefelé. Még ugyanabban az évben, szeptember 2-án visszatért a kézilabdapályára.
2016-tól házastársa Kim Galsgaard, üzletember, akivel 2019-ben váltak el. 
Jelenlegi párja Emil Kaufmann, sporttanácsadó.
2025. június 10-én bejelentette, hogy első gyermekét várja.

## Sikerei, díjai
Team Tvis Holstebro
- EHF-kupa győztesː 2013

Larvik HK
- Postenligaen: 2015, 2016, 2017
- Norvég Kupa-győztes: 2015, 2016
- EHF-bajnokok ligája ezüstérmes: 2014–2015

Team Esbjerg
- Dán bajnok: 2019

Brest Bretagne
- Francia bajnokság győztese: 2021
  - ezüstérmese: 2022
- Francia kupagyőztes: 2021
- Bajnokok Ligája ezüstérmese: 2021

Győri Audi ETO KC
- Magyar bajnokság győztese: 2023, 2025
  - Ezüstérmes: 2024
- Magyar kupa ezüstérmese: 2023, 2024
- Bajnokok Ligája győztes: 2024, 2025
  - Bronzérmes: 2023

Dán válogatott
- Olimpiai játékok bronzérmese: 2024
- Világbajnokság bronzérmese: 2021, 2023
- Európa-bajnokság ezüstérmese: 2022

Egyéni elismerései
- A Bajnokok Ligája legjobb kapusa: 2015[19]
- Az Európa-bajnokság legjobb kapusa: 2016, 2020
- A világbajnokság legjobb kapusa: 2021[20]